# Giuliano Dati
Giuliano Dati, né vers 1445 à Florence et mort le 29 décembre 1523 à Rome, est un poète et évêque italien.

## Biographie

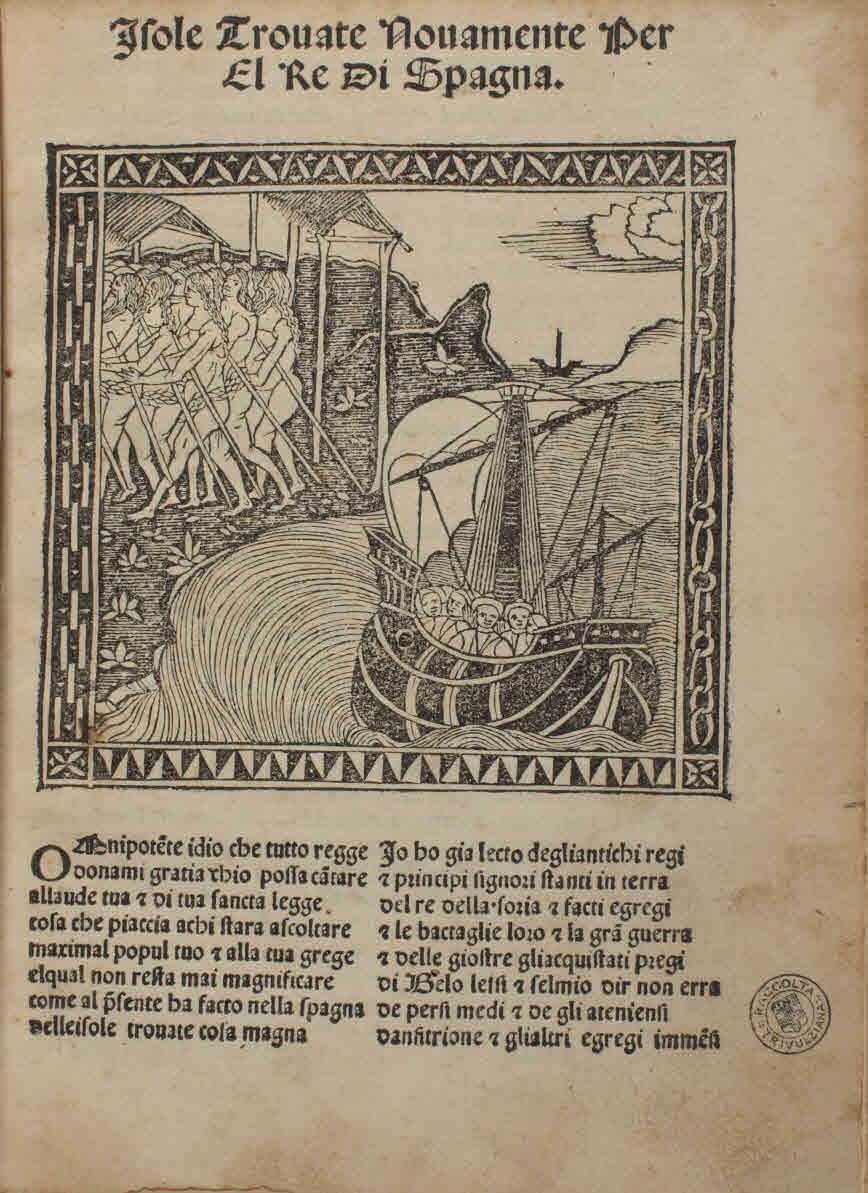
Incipit de Lettera delle isole nuovamente trovate

Né à Florence autour de 1445, il est évêque de San Leone (aujourd'hui territoire de Scandale, en Calabre) de 1518 à 1523.
Il est l'auteur de nombreuses œuvres en vers, parmi lesquelles une adaptation en rime de la missive de Christophe Colomb à Gabriel Sánchez, intitulée Lettre des îles nouvellement découvertes (Lettera delle isole nuovamente trovate, Rome, 1493), et un poème intitulé La gran magnificence du Preste Jean (La gran magnificentia del Prete Gianni, Rome, 1493-1494).
Il meurt à Rome le 29 décembre 1523, et son corps est enterré dans l'église Sainte-Dorothée.

## Œuvres
- (it) Historia di sancta Maria de Loreto, Rome, 1492 (lire en ligne)
- (it) Leggenda di san Biagio, Rome, Andreas Freitag, 1492 (lire en ligne)
- (it) Calculazione delle ecclissi, Rome, Johann Besicken, 1493 (lire en ligne)
- (it) Aedificatio Romee, Rome, Johann Besicken & Sigmund Mayr, 1494 (lire en ligne)
- (it) Secondo cantare dell'India, Rome, Johann Besicken & Sigmund Mayr, 1494 (lire en ligne)
- (it) Trattato di Scipione Africano, Rome, Johann Besicken & Sigmund Mayr, 1494 (lire en ligne)
- (it) Del diluvio di Rome del 1495, Rome, Eucarius Silber, 1495 (lire en ligne)
- (it) La magnia lega, Rome, Johann Besicken, 1495 (lire en ligne)
- (it) Leggenda di santa Barbara, Rome, Johann Besicken & Sigmund Mayr, 1495 (lire en ligne)
- (it) Stazioni e indulgenze di Rome, Florence, 1495 (lire en ligne)
- (it) Storia di santo Iob profeta, Florence, Lorenzo Morgiani & Johann Petri, 1495 (lire en ligne)
- (it) Lettera delle isole nuovamente trovate, Florence, posterior a 1495 (lire en ligne)
- (it) Trattato di San Giovanni Laterano, Rome, 1499 (lire en ligne)